# Apomys musculus
Apomys musculus е вид бозайник от семейство Мишкови (Muridae). Видът е незастрашен от изчезване.

## Разпространение
Разпространен е във Филипини.

## Описание
На дължина достигат до 11 cm, а теглото им е около 21,2 g.
Популацията на вида е стабилна.